# Luis Bru
 (septembre 2014).
Si vous disposez d'ouvrages ou d'articles de référence ou si vous connaissez des sites web de qualité traitant du thème abordé ici, merci de compléter l'article en donnant les références utiles à sa vérifiabilité et en les liant à la section « Notes et références ».
Luis Bru Masipó, né en 1892 et mort le 23 mai 1972 à Barcelone (Catalogne, Espagne), est un footballeur espagnol qui jouait au poste de gardien de but.

## Biographie
Luis Bru commence à jouer en 1909 dans un club non fédéré. En 1910, il joue avec le FC Internacional, club barcelonais où jouèrent aussi José Samitier ou Ramón Torralba. Luis Bru joue initialement comme milieu de terrain gauche jusqu'en 1912. Lors d'un match le gardien est absent et c'est Luis Bru qui prend sa place.
En 1913, il est recruté par l'Espanyol Barcelone mais dès le 7 décembre 1913, il signe avec le FC Barcelone où il reste jusqu'en 1919. Avec le Barça il joue un total de 219 matchs, devient capitaine de l'équipe, remporte deux championnats de Catalogne et est finaliste de la Coupe d'Espagne. 
Un des matchs les plus mémorables de Luis Bru a lieu en 1916 lors de la demi-finale de la Coupe d'Espagne face au Real Madrid où il arrête deux penalties. À Bilbao, après un autre grand match de Bru, on lui dédie ces vers : Al mismísimo San Pedro / le puede llamar de tú / en funciones de portero / el catalán Luis Bru.
Avec l'arrivée de Ricardo Zamora au Barça, Bru quitte le club. Il reçoit un hommage le 19 octobre 1919 avec Eduardo Reguera. Il retourne au FC Internacional, puis à partir de 1922 il joue avec le CF Badalona où il met un terme à sa carrière.

### Athlétisme
En 1917, il est champion de Catalogne du 110 mètres haies.

### Style de jeu
Luis Bru est le premier gardien espagnol qui applique le « style anglais » qui consiste à bloquer le ballon au lieu de dégager le ballon avec les poings.

## Palmarès
Avec le FC Barcelone :
- Champion de Catalogne en 1916 et 1919